# Hmelivka, Berezne
Hmelivka (în ucraineană Хмелівка) este localitatea de reședință a comunei Hmelivka din raionul Berezne, regiunea Rivne, Ucraina.

## Demografie
Componența lingvistică a localității Hmelivka
     Ucraineană (99,35%)
     Alte limbi (0,65%)
Conform recensământului din 2001, majoritatea populației localității Hmelivka era vorbitoare de ucraineană (99,35%), existând în minoritate și vorbitori de alte limbi.